# TARDIS

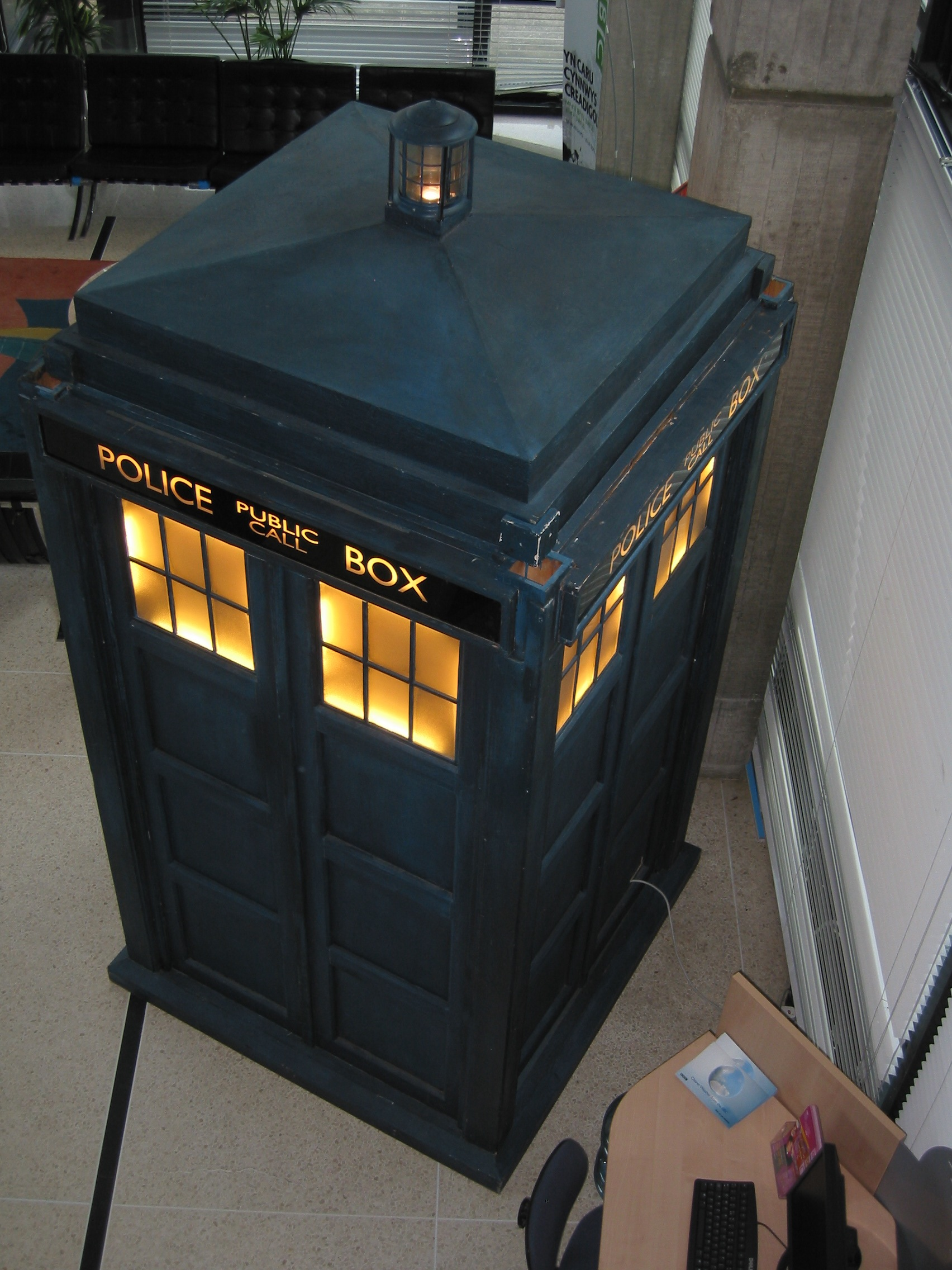
L'accessori actual de la TARDIS

El TARDIS (Time and Relative Dimension(s) in Space – en anglès, 'Temps i Dimensió Relativa a l'Espai') és una màquina del temps i nau espacial que apareix a la sèrie de televisió de ciència-ficció britànica Doctor Who.
Un producte de la tecnologia dels Senyors del Temps, un TARDIS ben conservat i pilotat pot transportar els seus ocupants a qualsevol punt en el temps i en l'espai. Un TARDIS és molt més gros per dins que per fora. A l'exterior, pot camuflar-se amb el que l'envolta per mitjà del seu circuit camaleó. A la sèrie, el Doctor pilota un TARDIS Type 40 obsolet, poc fiable i robat, descrit en una ocasió com a càpsula de viatge en el temps, i que té un circuit camaleó defectuós, que fa que es quedi estancat amb la forma d'una cabina de policia del Londres dels anys cinquanta. El TARDIS fou robada de Gallifrey, on era un objecte abandonat i fora de servei; la imprevisibilitat del sistema de guia de curt abast del TARDIS (en proporció a la mida de l'Univers) ha estat sovint un element de la trama en els viatges del Doctor.

## Nom
TARDIS és un acrònim de Time And Relative Dimension in Space. La paraula Dimension es representa alternativament en plural. La primera història, An Unearthly Child (1963), utilitzava el singular «Dimension» (Dimensió). La novel·la de 1964 Doctor Who in an Exciting Adventure with the Daleks va utilitzar Dimensions per primera vegada i el serial de 1965 The Time Meddler va introduir el plural a la sèrie de televisió -encara que al guió hi apareixia en singular, l'actriu Maureen O'Brien la va canviar per Dimensions. Tots dos es van continuar utilitzant durant la sèrie clàssica; a l'episodi «Rose» (2005), el Novè Doctor utilitza el singular (tot i que aquesta va ser una decisió de l'actor Christopher Eccleston— la frase estava escrita en plural). L'acrònim es va explicar al primer episodi del programa, An Unearthly Child (1963), en què Susan, la néta del Doctor, afirma haver-la inventat ella mateixa.
Malgrat això, el terme és utilitzat habitualment per altres senyors del temps per referir-se tant a les naus del Doctor com a les seves pròpies naus del temps.
Generalment, TARDIS s'escriu amb totes les lletres majúscules, però també es pot escriure només la primera en majúscula: Tardis. Escrit d'aquesta manera, Tardis va aparèixer per primera vegada a l'edició de Nadal de 1963 de Radio Times, que es refereix a «la nau espai-temps Tardis».